# Brigade d'enquêtes sur les fraudes aux technologies de l'information
La Brigade de lutte contre la cybercriminalité, plus connue sous le nom de BL2C (succédant à la BEFTI) est un service de la Direction de la police judiciaire de Paris (DPJ PP) créé en février 1994, ayant pour mission essentielle de lutter contre les atteintes aux systèmes de traitement automatisé de données (STAD), qu’il s’agisse des réseaux informatiques ou télématiques, ou des systèmes de télécommunications (GSM, autocommutateurs d’entreprises…).
En 2019, elle est rebaptisée BL2C pour Brigade de Lutte contre la Cybercriminalité.

## Domaines d'action
Ses domaines d'action sont les suivants :
- les intrusions dans les systèmes d’informations ;
- la lutte contre la contrefaçon sur supports numériques ;
- la captation frauduleuse de médias télévisuels chiffrés ;
- les incriminations traditionnelles utilisant les nouvelles technologies comme support de commission (escroquerie informatique, etc).

La BL2C est également sollicitée par les enquêteurs confrontés aux problèmes de la preuve numérique.